# Rödbodtorget
Se även: Rosenbadsparken, som historiskt var en del av Rödbotorget.

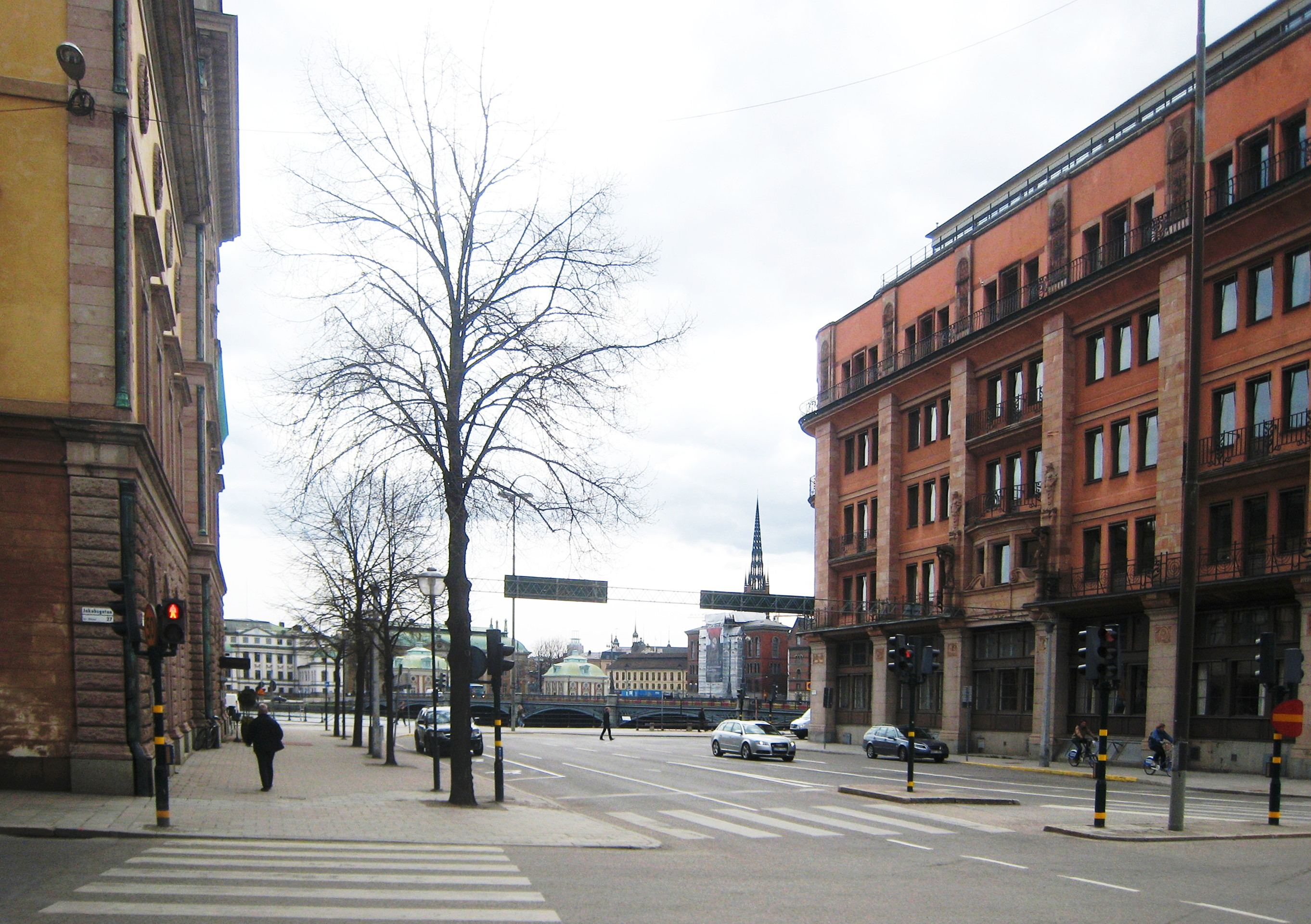
Rödbodtorget med Konstakademiens hus till vänster och Centralpalatset till höger 2010.

Rödbodtorget (även stavat Rödbotorget, historiskt även Röda Bodarnes torg, och Röda Bodarna) är en öppen trafikplats mellan Fredsgatan och Jakobsgatan på Norrmalm i Stockholm, mellan Centralpalatset och Konstakademiens hus. 

## Historik
Platsen fick sitt nuvarande namn på 1890-talet, och var jämte nuvarande Rosenbadsparken tidigare känd som Röda Bodarna, troligen efter spannmålsmagasinen som låg vid kajen. Från 1600-talets mitt kallades platsen även för Spannemålstorget. På Petrus Tillaeus karta från 1733 kom namnformen Röda bodarne att användas. På en karta från 1827 kallas torget Röda Bodarnes Torg. Innan Centralpalatset efter 1896 ersatte det tidigare Keyserska huset var platsen större och ett torg, där även Centralpostkontoret återfanns.
Härifrån utgick Roddarmadamernas turer till Riddarhusgränd.. Sedan stadens första ångslupsbolag bildades 1853 trafikerades samma linje med maskinkraft. Platsen förblev en knutpunkt i Norrmalmstrafiken efter att Vasabron invigts 1878 för att binda samman Norrmalm och Gamla Stan. Sedan spårvägen dragits fram hade Stockholms Spårvägar en vändslinga på platsen.
På adressen Rödbodtorget 2 har tidigare gallerierna Mejan och Grafiska sällskapet återfunnits, såväl som Sveriges allmänna konstförening.

Historiska bilder
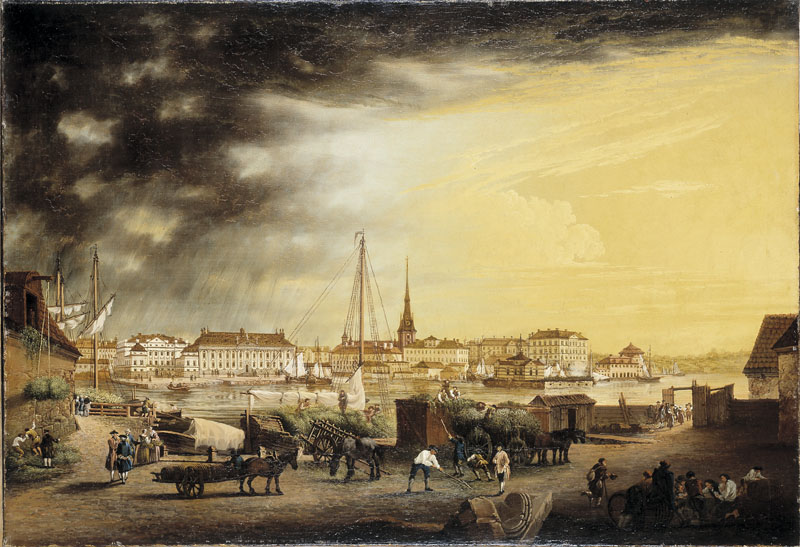
Vy från Rödbotorget, Johan Sevenbom 1768
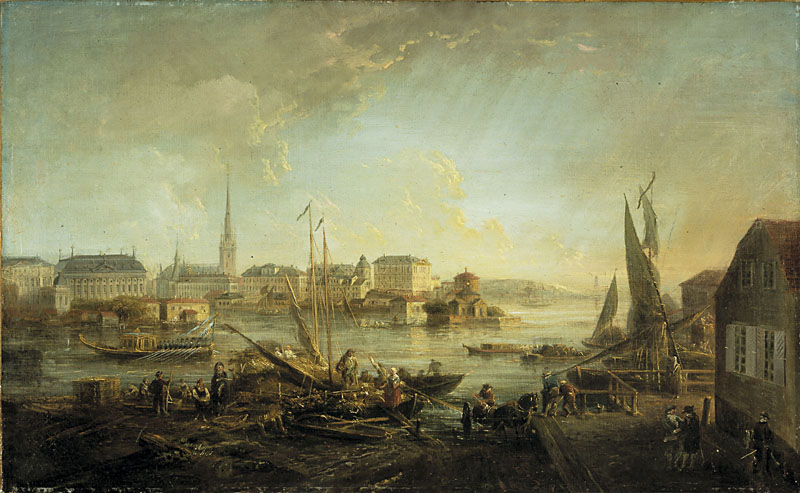
Vy från Rödbotorget, Elias Martin 1780-1782
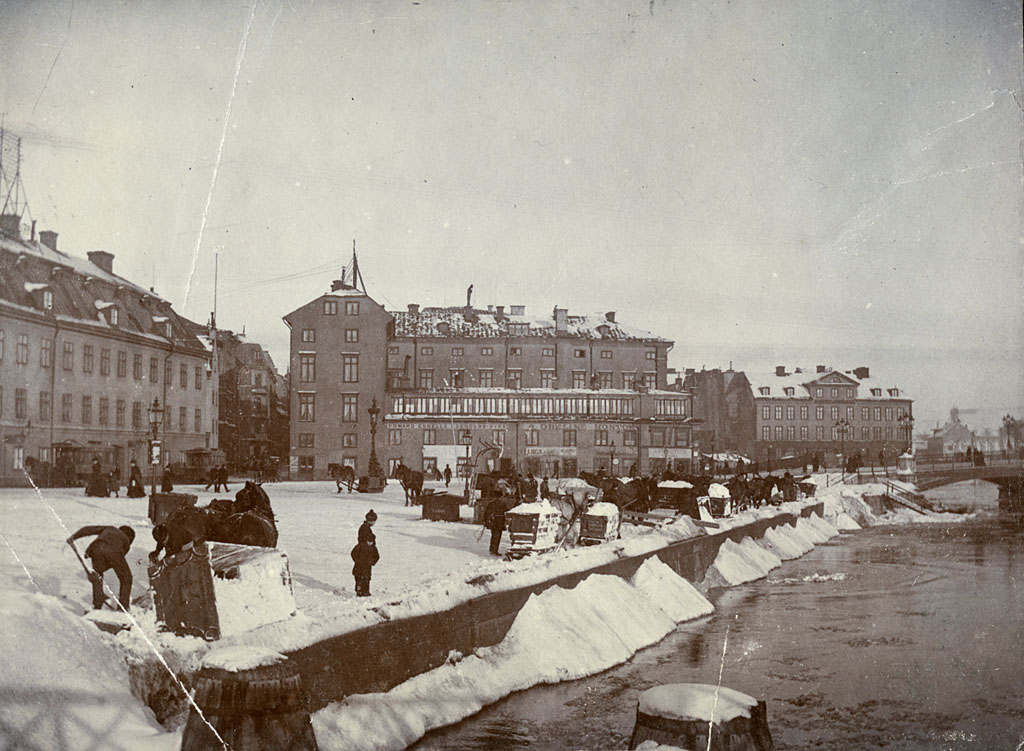
Röda Bodarna, januari 1895.
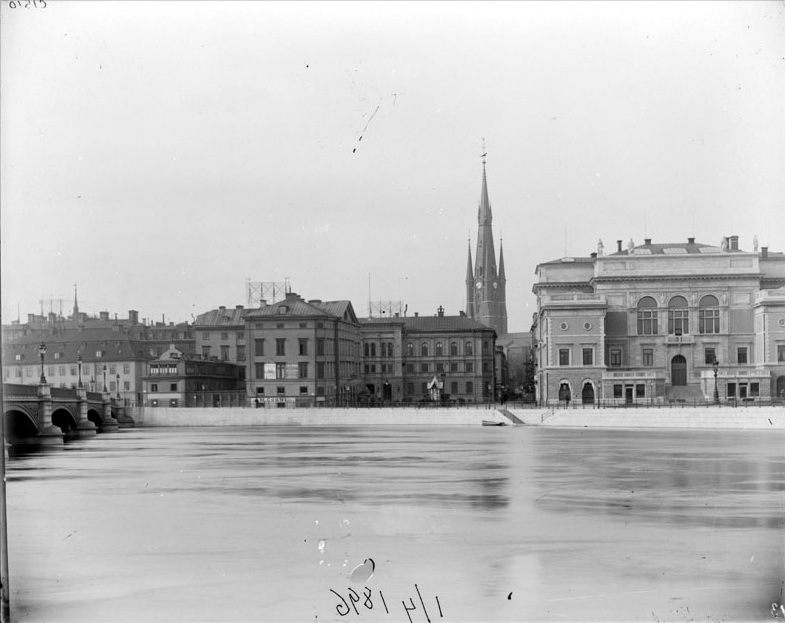
Rödbodtorget från Gamla stan, 1896
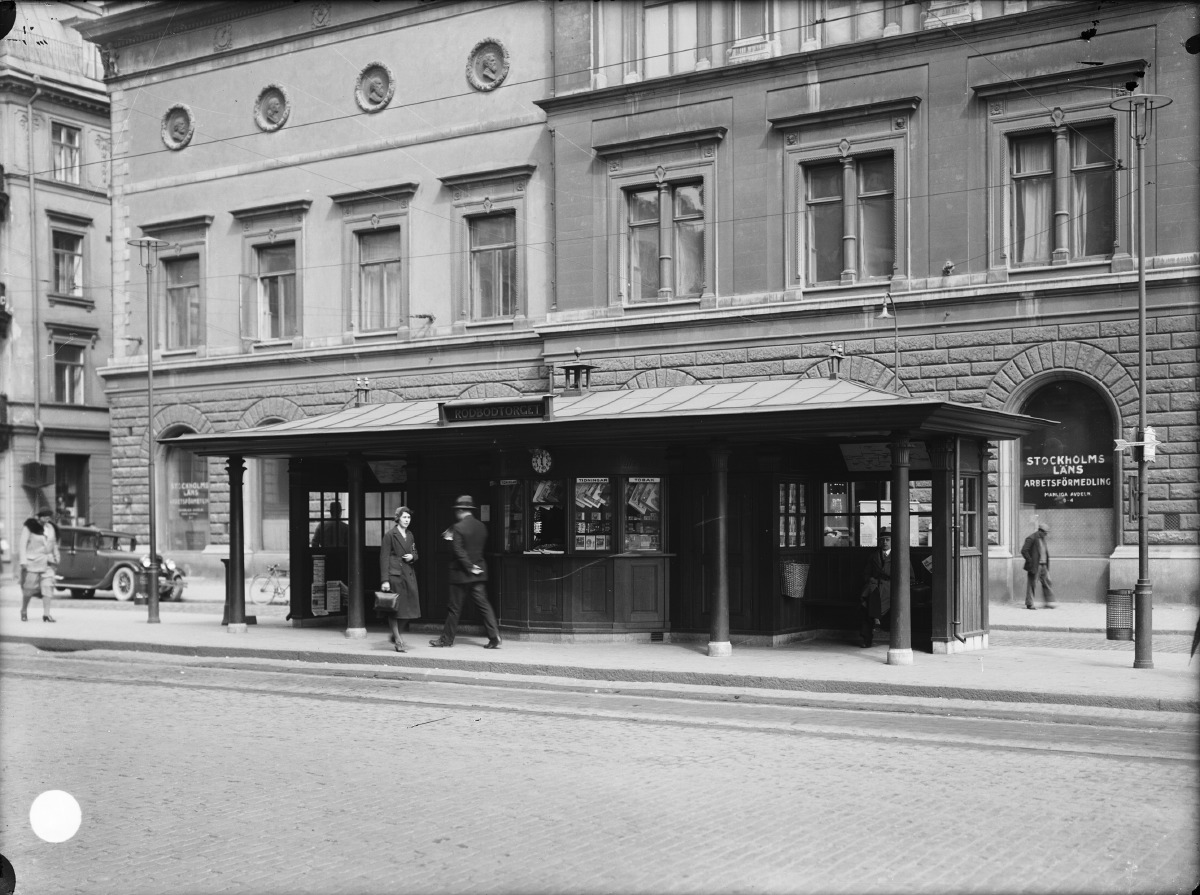
Rödbodtorgets spårvagnshållplats, 1931
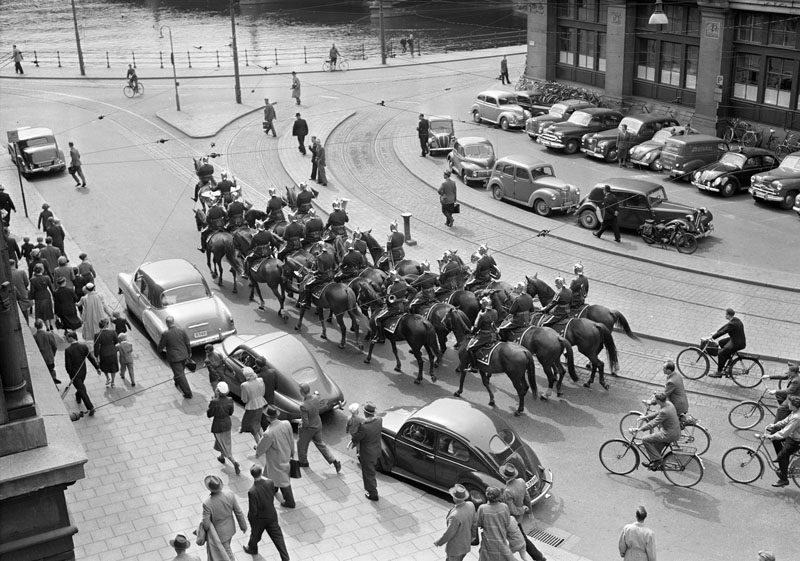
Rödbodtorget på Svenska flaggans dag 1952